# Cletus Spuckler
Cletus Spuckler je fiktivní postava z amerického animovaného seriálu Simpsonovi. Je stereotypním zálesákem ze Springfieldu a mluví jižanským přízvukem. Obvykle je zobrazován v bílé košili bez rukávů a modrých džínách.
Cletus se představil v 5. řadě seriálu v díle Bart dostane slona jako jeden z „flákačů“, kteří zírají na Bartova slona Stampyho. Cletusův hlas je v tomto úvodním vystoupení o něco hlubší než v pozdějších epizodách.
Cletusova nízká inteligence je obvykle zobrazována jako důsledek příbuzenské plemenitby a občas se objevují vtipy, které odkazují na to, že jeho partnerka Brandine je jeho příbuzná. V epizodě 19. řady Kraví apokalypsa dostala jedna z jeho mnoha dcer, Mary, od Barta krávu, o kterou chtěl Bart, aby se Mary starala. Cletus to mylně považoval za žádost o ruku a málem se s ní oženil. Má mnoho dětí.
Křestní jméno Cletus pochází od trenéra scenáristy Jeffa Martina z chlapecké baseballové ligy v Houstonu v Texasu.
V žebříčku 25 nejlepších vedlejších postav seriálu Simpsonovi webu IGN se umístil na 7. místě.